# Аксаріха (селище)
Аксарі́ха (рос. Аксариха) — селище у складі Комишловського району Свердловської області. Входить до складу Восточного сільського поселення.
Населення — 58 осіб (2010, 39 у 2002).
Національний склад станом на 2002 рік: росіяни — 97 %.